# Hôtel de Clévans
L'hôtel de Clévans (ou hôtel du quartier général) est un hôtel particulier situé à Besançon dans le département du Doubs.

## Localisation
L'édifice est situé au 4 rue du Général Lecourbe dans le secteur de La Boucle de Besançon.

## Histoire
En 1741 l'hôtel est achevé pour un conseiller au parlement de Besançon, Joseph Lebas de Clévans.
En 1818, le bâtiment est loué à l'armée pour servir de quartier général et sert depuis 1828 de résidence aux généraux commandant le corps d'armée.
En 1854, l'Etat rachète l'édifice.
Entre 1943 et 1944, l'hôtel est le siège de la Gestapo et en 1944 le Général de Lattre de Tassigny y séjourne. De cette époque, une pièce qui servait de cellule, couverte de graffitis, a été conservé comme témoignage.
L'hôtel et ses décors intérieurs font l’objet d’une inscription au titre des monuments historiques depuis le 18 décembre 2001.

## Architecture et décorations
L'architecture principale du corps de logis rappelle l'architecture des hôtels parisiens (appelés Hôtels à la parisienne) et en particulier l'Hôtel de Matignon.
Au XIXe siècle, la galerie située au rez-de-chaussée de l'aile gauche a été recoupée en plusieurs pièces, et un couloir aménagé au premier étage. 
Une cour antérieure sépare la rue du corps de logis et un jardin à l'anglaise est aménagé derrière le bâtiment. Le jardin est transformé en parc à l'anglaise au cours du XIXe siècle.
La façade principale est rythmée par des pilastres et un fronton triangulaire.